# ロックウッド除霊探偵局
「ロックウッド除霊探偵局」シリーズ（Lockwood & Co.）は、イギリスの小説家ジョナサン・ストラウドによるホラーとミステリーのファンタジー小説。イギリスのロンドンを舞台に、幽霊と戦う除霊探偵局の若いメンバー（ルーシー・カーライル、アンソニー・ロックウッド、ジョージ・カビンズ）を軸に物語が展開する。

## 概要
シリーズは連続したストーリーの５冊と、番外の短編１冊で構成される。原書第１巻のThe Screaming Staircaseは2013年に出版され 、シリーズの最終作であるThe Empty Graveは2017年に出版された。
日本語版は第２巻まで小学館から出版されている。翻訳は金原瑞人と松山美保。
2023年からはNetflixでドラマ版が公開されている。

## 作品リスト
第1巻『ロックウッド除霊探偵局 霊を呼ぶペンダント』
- The Screaming Staircase ISBN 0857532022
- 日本語版上巻 ISBN 4092906048、下巻 ISBN 4092906056

第2巻『ロックウッド除霊探偵局 人骨鏡の謎』
- The Whispering Skull ISBN 9780552568050
- 日本語版上巻 ISBN 4092906064、下巻 ISBN 4092906072

以降は日本語未翻訳。
- 第3巻『The Hollow Boy』ISBN 0552573140
- 第4巻『The Creeping Shadow』ISBN 0552573159
- 第5巻『The Empty Grave』ISBN 9780552575799
- 短編『The Dagger in the Desk』（オンラインで公開ののち電子書籍化）

## あらすじ
日本語訳出版済みの２巻までのあらすじを記述する。

### 霊を呼ぶペンダント
イギリス全土で危険な霊の出没が問題視されるなか、超能力をもった子どもたちは除霊の役割に就いていた。心霊現象の感知に高い能力を持つ少女ルーシーは、ロンドンのロックウッド除霊探偵局に入社する。この会社は局長のロックウッドと副局長のジョージも超能力をもつ未成年で、子どもだけで経営していた。
三人はある依頼を受け、心霊現象がおこる住居について調査する。一般的な依頼に思えたが、ルーシーたちの前に現れた霊はその家で事故死した男性ではなく、ブロンドの髪の若い女性だった…。

### 人骨鏡の謎
墓地の発掘撤去作業中に名簿記録のない墓石が見つかった。その墓石による心霊現象を調査するため、ルーシーたちは現場で墓を掘り起こす。現れた霊も封印し解決したかに思えたが、遺骸が持っていた珍しい鏡が何者かによって盗まれる。そして生者と意思疎通することはめったにないとされる霊の呼びかける声が、ルーシーの耳に届く…。

## 世界観
イギリス全土で霊による心霊現象が社会問題として扱われ、除霊に関係した政府機関や市場、職業が存在する。霊は生者の人体に悪影響をもたらす危険な存在だが、通常の人間はその接近を感知できない。政府は霊を避けるために夜間外出禁止令の公布や霊よけの設備製造を行ったが根本解決には至らず、霊の居場所をつきとめ除霊する調査会社「除霊探偵局」の需要が高まった。年少者のなかには、特殊能力が備わり霊の存在を感知できる者がおり、除霊の仕事に参加する事が多い。霊がこれほど現れるようになったのは5、60年前からとされるが、その理由は不明である。

### 霊
死者の霊。「訪問者」とも呼ばれる。生者を死に至らしめることもある危険な存在。「霊源」と呼ばれる出現の要となる物や場所がある。Ⅰ種、Ⅱ種、Ⅲ種など危険度によって分類されている。

### 超能力
霊を感覚で捉える能力。三大超能力は「霊視力（心霊現象を見る）」「霊聴力（心霊現象を聞く）」「霊感力（霊と関係の深い物から心霊的な情報を感じとる）」。子どもに備わっていることが多く、大人になるにつれ弱くなっていく。

### 除霊探偵局
除霊を専門とする調査会社。経験豊富なリーダーと超能力を持つ子ども数人のチームで行動することが多い。除霊の道具として銀、鉄、塩などを含んだ道具を使用する。武器としてレイピアを所持しているのが特徴。

### 夜警
企業や地方の役所が雇う見張り。探偵局で調査ができるほどの高い能力をもたない子どもたちがつく。

### 除霊探偵管理局
心霊事件の解決に取り組む政府の機関。ロンドン警視庁に属しており、除霊探偵局の活動監視も担う。所属には超能力が衰えた元調査員も多い。

## 登場キャラクター
２巻までのおもな登場キャラクターを記述する。

### ロックウッド社
ポートランド通りにある私立の除霊探偵局。事務所と調査員の住居を兼ねている。大人の局員はおらず、子どもだけで経営している。
ルーシー・カーライル
主人公の少女。イングランド北部の出身で、代々超能力が備わっている家系の末娘。霊聴力と霊感力に長けている。地元の除霊探偵局のメンバーだったが、ある事件のあとロンドンのロックウッド社を訪れる。
アンソニー・ロックウッド
ロックウッド社の局長を務める少年。笑顔と自信に満ちた態度が特徴だが、過去を語ろうとせず謎が多い。霊視力に長けている。
ジョージ・カビンズ
副局長であり、調べ物と料理が得意な若者。人を馬鹿にするような態度やだらしないところはあるが、調査の腕は高い。

### フィッテス社
ストランド街にある、除霊探偵局の大手２社のうちのひとつ。貴重な書物を集めた黒図書館がある。
ペネロピ・フィッテス
イギリスで初めて除霊探偵局を創立したマリッサ・フィッテスの孫。
クイール・キップス
ロックウッドをライバル視する青年。除霊チームのリーダーを務める。

### 除霊探偵管理局
バーンズ警部
権威主義的で、管理局に従わないものを嫌う男性。

### その他
封霊びんの骸骨
人間の頭蓋骨と霊が封印されたガラスの瓶。盗品で正体は不明だったが…。
フロー・ボーンズ
テムズ川の遺品を漁る遺品密売人の少女。気難しい性格。

## テレビドラマ
2020年5月19日、制作会社のComplete FictionとNetflixがこの小説をベースにしたドラマを計画していることが発表された。ジョー・コーニッシュが指揮を執り、製作総指揮を務める。
2020年12月、Netflixはドラマを8エピソードのシリーズで制作することを正式に発表。コーニッシュはリードライター兼監督を務め、ナイラ・パーク、レイチェル・ライヤー、コーニッシュが製作総指揮を務める。また脚本はエド・ヒメ、カラ・スミス（Kara Smith）、ジョイ・ウィルキンソンが担当する。
撮影は2021年7月5日にロンドンで始まった。2021年10月下旬にはケンサル・グリーン墓地での撮影が行われた。
2022年10月、配信開始が2023年1月27日であることが告知された。1月12日にはシーズン１の予告編が公開され、2023年1月27日にシーズン１の８エピソードが公開された。2023年5月、打ち切りが発表された。

### キャスト
2022年3月、出演者の情報が公表された。2023年1月以降、日本語吹き替え声優の情報が一部公開された。
| 役名                     | 俳優                        | 日本語吹替 |
| ------------------------ | --------------------------- | ---------- |
| ルーシー・カーライル     | ルビー・ストークス          | 藤原夏海   |
| アンソニー・ロックウッド | キャメロン・チャップマン    | 大塚剛央   |
| ジョージ・カリム         | アリ・ハジ＝ヘシュマティ    | 広瀬裕也   |
| バーンズ                 | イヴァノ・ジェレマイア      | 坂詰貴之   |
| ザ・ゴールデン・ブレイド | ルーク・トレッダウェイ      |            |
| ペネロピ・フィッテス     | モーヴェン・クリスティ      | 渡辺明乃   |
| クイール・キップス       | ジャック・バンデイラ        | 奥田寛章   |
| ジュリアス・ウィンクマン | ベン・クロンプトン          |            |
| フロー・ボーンズ         | ヘイリー・コネイドゥ        | 村中知     |
| ケイト・ゴドウィン       | リアーナ・ドーリス          |            |
| ボビー・ヴァーノン       | パディー・ホーランド        |            |
| ネッド・ショー           | Rico Vina                   |            |
| ジェイコブズ             | Andrew Woodall              | 綿貫竜之介 |
| ルーシーの母             | Sandra Huggett              | 衣鳩志野   |
| ノリー・ホワイト         | Lily Newmark                | 優芽       |
| アナベル・ウォード       | Ishtar Apsara Currie-Wilson |            |
| キャット                 |                             | 南波遥海   |
| パメラ・ジョプリン       | ルイーズ・ブリーリー        | 日野由利加 |
| ジュリアス・ウィンクマン | Ben Crompton                | 関口雄吾   |
| 骸骨                     | Michael Clarke              |            |

#### その他の日本語キャスト
浅科准平、渡谷美帆、愛ともえ、矢口千博、桐江奏多、國府咲月、左座翔丸
カメオ出演者として監督のジョー・コーニッシュ、原作者のジョナサン・ストラウドがいる。

### エピソード

#### シーズン1
| 話数 | サブタイトル               | 原題                 |
| ---- | -------------------------- | -------------------- |
| 1    | 私たちの将来               | This Will Be Us      |
| 2    | 放して                     | Let Go Of Me         |
| 3    | 星が炎であることを疑っても | Doubt Thou The Stars |
| 4    | スイート・ドリームズ       | Sweet Dreams         |
| 5    | 死が来る                   | Death Is Coming      |
| 6    | 言ってない                 | You Never Asked      |
| 7    | 危険な魅力                 | Mesmerised           |
| 8    | これは永遠じゃない         | Not The Eternal      |

### 音楽

#### サウンドトラック
作曲はThe Flight、Christoph Bauschinger。リリースは2023年1月26日（日本時間27日）。
| #         | タイトル                                                   | 作詞・作曲            | 時間  |
| --------- | ---------------------------------------------------------- | --------------------- | ----- |
| 1.        | 「The Problem」                                            | Christoph Bauschinger | 0:45  |
| 2.        | 「Lockwood & Co.」                                         | The Flight            | 2:22  |
| 3.        | 「Jacob’s Interview (feat. Christoph Bauschinger)」        | The Flight            | 1:32  |
| 4.        | 「Welcome to London」                                      | The Flight            | 2:25  |
| 5.        | 「Lucy and Norrie」                                        | The Flight            | 1:51  |
| 6.        | 「Surrounded by Philistines」                              | Christoph Bauschinger | 1:32  |
| 7.        | 「Lucy’s Dream (feat. The Flight)」                        | Christoph Bauschinger | 1:55  |
| 8.        | 「Ghost Fight (feat. Christoph Bauschinger)」              | The Flight            | 1:36  |
| 9.        | 「Finding Annabel」                                        | The Flight            | 3:39  |
| 10.       | 「Ghost – Lock」                                           | The Flight            | 0:59  |
| 11.       | 「Hallmarks」                                              | Christoph Bauschinger | 2:19  |
| 12.       | 「Combe Carey Hall」                                       | Christoph Bauschinger | 1:59  |
| 13.       | 「Lucy and Lockwood」                                      | The Flight            | 2:19  |
| 14.       | 「Sign the Papers」                                        | Christoph Bauschinger | 1:42  |
| 15.       | 「Annabel’s Rapture」                                      | The Flight            | 0:47  |
| 16.       | 「Marissa in the Graveyard (feat. Christoph Bauschinger)」 | The Flight            | 2:15  |
| 17.       | 「Gone Wraith Hunting」                                    | Christoph Bauschinger | 1:46  |
| 18.       | 「Breaking In」                                            | The Flight            | 2:18  |
| 19.       | 「DEPRAC Cleanup」                                         | The Flight            | 1:02  |
| 20.       | 「Bickerstaff’s Mansion (feat. Christoph Bauschinger)」    | The Flight            | 2:48  |
| 21.       | 「Lucy Escape」                                            | Christoph Bauschinger | 2:14  |
| 22.       | 「Give Him Two Quid for a Coffee」                         | Christoph Bauschinger | 1:29  |
| 23.       | 「Winkman’s Auction」                                      | The Flight            | 3:25  |
| 24.       | 「Cutter’s Sacrifice」                                     | Christoph Bauschinger | 2:57  |
| 25.       | 「Take us to the Wharf (feat. The Flight)」                | Christoph Bauschinger | 2:42  |
| 26.       | 「George and Flo (feat. Christoph Bauschinger)」           | The Flight            | 1:49  |
| 27.       | 「Interrogating the Skull」                                | The Flight            | 1:48  |
| 28.       | 「Bickerstaff Rises」                                      | The Flight            | 1:59  |
| 29.       | 「Graveyard Fight」                                        | The Flight            | 2:16  |
| 30.       | 「Lucy and the Boneglass」                                 | The Flight            | 4:08  |
| 31.       | 「An Ending」                                              | The Flight            | 2:58  |
| 合計時間: | 合計時間:                                                  | 合計時間:             | 65:36 |

#### 挿入曲
Spotifyの公式プレイリストより。
| #         | タイトル                                 | 作詞・作曲                | 時間  |
| --------- | ---------------------------------------- | ------------------------- | ----- |
| 1.        | 「Can't Leave the Night」                | BADBADNOTGOOD             | 4:40  |
| 2.        | 「Bela Lugosi's Dead」                   | Bauhaus                   | 9:36  |
| 3.        | 「Sick Child」                           | Siouxsie and the Banshees | 4:48  |
| 4.        | 「All We Ever Wanted Was Everything」    | Bauhaus                   | 3:52  |
| 5.        | 「Stigmata Martyr」                      | Bauhaus                   | 3:41  |
| 6.        | 「A Forest」                             | The Cure                  | 4:42  |
| 7.        | 「Peer Gynt Suite No. 2 Solveig's Song」 | Balazs Szokolay           | 4:38  |
| 8.        | 「Song To The Siren」                    | This Mortal Coil          | 3:31  |
| 9.        | 「No Love Lost」                         | Joy Division              | 3:42  |
| 10.       | 「A55」                                  | English Teacher           | 4:09  |
| 11.       | 「Party Fears Two」                      | The Associates            | 5:35  |
| 12.       | 「Tears Run Dry」                        | The Flight                | 3:50  |
| 13.       | 「Cruel World」                          | Phantogram                | 2:57  |
| 14.       | 「Homesick」                             | The Cure                  | 7:06  |
| 合計時間: | 合計時間:                                | 合計時間:                 | 66:47 |

## グラフィックノベル
2023年11月1日、『Lockwood & Co.』のグラフィックノベルを制作中であることが、原作者より公表された。Rue de Sèvres社からフランス語で出版される予定。